# ييترو فيليمز
ييترو فيليمز (بالهولندية: Jetro Willems) (مواليد 30 مارس 1994 في روتردام، هولندا) لاعب كرة قدم هولندي يجيد اللعب في مركز الظهير الأيسر ويلعب حاليا في نادي آيندهوفن الهولندي منذ 2011.

## روابط خارجية
- ييترو فيليمز على موقع الاتحاد الدولي (مؤرشف)  (الإنجليزية)
- ييترو فيليمز على موقع الاتحاد الأوربي (الإنجليزية)
- ييترو فيليمز على موقع قاعدة بيانات كرة القدم.إي يو (الإنجليزية)
- ييترو فيليمز على موقع بيانات كرة القدم. دي إي (الألمانية)
- ييترو فيليمز على موقع ليكيب (الفرنسية)
- ييترو فيليمز على موقع ناشيونال فوتبول تيمز (الإنجليزية)
- ييترو فيليمز على موقع Soccerbase.com (لاعب) (الإنجليزية)
- ييترو فيليمز على موقع Soccerway.com (الإنجليزية)
- ييترو فيليمز على موقع عالم كرة القدم.نت (الإنجليزية)
- ييترو فيليمز على موقع AS.com (الإسبانية)